# Foullah Edifice FC
El Foullah Edifice Football Club és un club de futbol de la ciutat de N'Djamena, Txad.
Va ser fundat el 2007. Els seus colors són el blau cel i el blanc.

## Palmarès
- Lliga txadiana de futbol: [6]

2011, 2013, 2014
- Copa txadiana de futbol: [7]

2014
- Copa de la Lliga de N'Djaména de futbol: [7]

2010